# Séricourt
Séricourt é uma comuna francesa na região administrativa de Altos da França, no departamento de Pas-de-Calais. Estende-se por uma área de 2,45 km². Em 2010 a comuna tinha 52 habitantes (densidade: 21,2 hab./km²).